# آندرسون فرانسیسکو دا کانیا
آندرسون فرانسیسکو دا کانیا (به پرتغالی: Anderson Francisco da Cunha) مدافع اهل برزیل است که در شهر ریودو ژانیرو و در تاریخ ۱۵ آوریل ۱۹۸۶ به دنیا آمده‌است.
آندرسون فرانسیسکو دا کانیا در تیم‌های فوتبال Portuguesa (RJ) سابقهٔ حضور دارد.